# Lutz Heilmann
Lutz Eberhard Heilmann (Zittau, 7 september 1966) is een Duits politicus en lid van de partij Die Linke.
Heilmann was voorheen medewerker van de Stasi, het voormalige Ministerie voor Staatsveiligheid van de DDR en is voor zover bekend het eerste lid van de Bondsdag dat voorheen voor de Stasi werkte.

## Biografie
Na zijn middelbareschoolopleiding (Abitur) had Heilmann dienstplicht van 18 maanden die hij vrijwillig met drie jaar verlengde bij het Ministerie voor Staatsveiligheid (Stasi). Aansluitend trad hij in dienst bij de Stasi en werkte hij voor de hoofdafdeling "persoonsbescherming". Volgens eigen zeggen werd hij slechts ingezet voor het beveiligen van staatsinrichtingen. In oktober 1989 zou hij een ontslagverzoek ingediend hebben. Feitelijk verliet hij de Stasi pas in januari 1990, op het moment dat de Stasi werd opgeheven.
In 1991 begon Heilmann met een studie bedrijfskunde aan de Technische hogeschool Zittau. Vervolgens begon hij in 1992 een rechtenstudie aan de Freie Universität Berlin en de Christian Albrechts Universiteit in Kiel. Deze opleiding onderbrak hij na het eerste juridische staatsexamen, omdat hij lid werd van de Bondsdag (op de Linke-lijst van de deelstaat Sleeswijk-Holstein).
Sinds ongeveer 2006 staat Heilmann openlijk bekend als homoseksueel. Hij richtte in 2007 een groep voor holebi's op binnen Die Linke.

## Politiek
Heilmann werd in 1986 lid van de SED, die overging in de PDS. In 1992 verliet hij deze partij. In 2000 werd hij opnieuw lid van de PDS, de latere Die Linke. Vanaf 2005 was Lutz Heilmann lid van de Bondsdag. Bij de verkiezingen van 2009 werd Heilmann niet herkozen.

## Stasiverleden
In oktober 2005 onthulde het Duitse tijdschrift Der Spiegel het door Heilmann verzwegen feit dat hij eerder werkte voor de Stasi. Dit feit had grote gevolgen voor Heilmann. Hij overleefde maar net een afzettingspoging van de leden van zijn partij.

## Kort geding tegen Wikimedia Deutschland

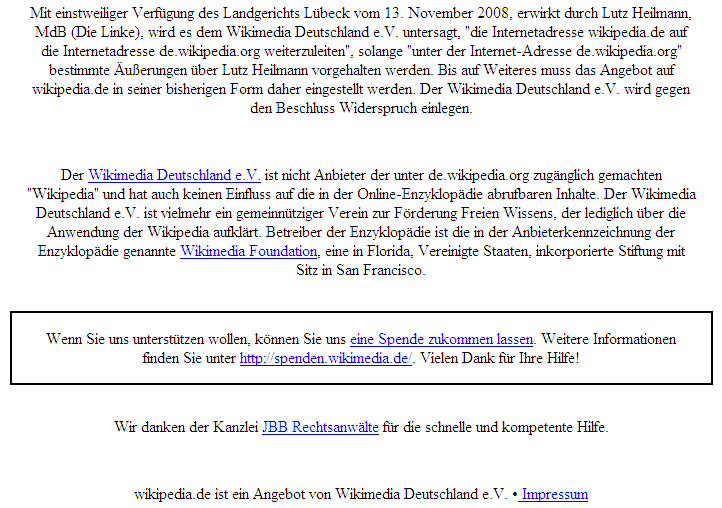
Screenshot van de website www.wikipedia.de op zondag 16 november 2008

Het artikel over Heilmann in de Duitstalige encyclopedie Wikipedia vermeldde zijn werk voor de Stasi. Wikimedia Deutschland, het Duitse chapter van de Wikimedia Foundation, werd in 2008 via een kort geding gedwongen om de link van de website www.wikipedia.de naar de Duitstalige Wikipedia (de.wikipedia.org) te verwijderen, zo lang bepaalde informatie over Heilmann daar werd vermeld. Wikimedia Deutschland is niet verantwoordelijk voor de inhoud van de Duitstalige Wikipedia, maar heeft wel het beheer over het webadres www.wikipedia.de dat doorverwijst naar de.wikipedia.org.
Heilmann kondigde ook juridische stappen richting drie vrijwillige medewerkers van Wikipedia aan, die aan het artikel hadden gewerkt. Heilmann protesteert hierbij volgens Focus Online tegen vermelding van beweringen dat hij zijn studie niet zou hebben afgemaakt en dat hij bedrijfsmatig zou hebben meegewerkt aan pornografie. Volgens de Duitse krant taz had hij zijn medewerking verleend aan een seksshop van een huisgenoot. Ook wordt gesuggereerd dat het Wikipedia-artikel herhaaldelijk bewerkt zou zijn vanuit het gebouw van de Bondsdag, maar Heilmann verklaarde dat hij niet in een edit-war betrokken zou zijn. Ook in Nederland verschenen publicaties over dit kort geding.
Op 16 november 2008 verklaarde Heilmann geen verdere juridische stappen te nemen richting Wikipedia. Hij zei te betreuren het dat door zijn actie de directe toegang tot Wikipedia in Duitsland was afgesloten. Het zou niet zijn bedoeling zijn geweest om censuur te plegen. Samen met Wikipedia zou hij naar wegen zoeken om zijn persoonsrecht te garanderen.
Op 17 november 2008 was de website www.wikipedia.de weer hersteld, met een direct zoekvenster naar de Duitstalige Wikipedia.
Op 18 november 2008 bood Heilmann zijn excuses aan over zijn "overreactie", omdat hij zich realiseerde een fout te hebben gemaakt, omdat hij de gevolgen van zijn actie niet had overzien.